# Hypoestes andamanensis
Hypoestes andamanensis är en akantusväxtart som beskrevs av Krishnamurthy Thothathri. Hypoestes andamanensis ingår i släktet Hypoestes och familjen akantusväxter. Inga underarter finns listade i Catalogue of Life.